# Siguer
Siguer é uma comuna francesa na região administrativa de Occitânia, no departamento de Ariège. Estende-se por uma área de 38,73 km². Em 2010 a comuna tinha 96 habitantes (densidade: 2,5 hab./km²).